# Краљ брда
Краљ брда (енгл. King of the Hill) америчка је анимирана ТВ серија аутора Мајка Џаџа и Грега Данијелса која се емитовала од 12. јануара 1997. до 6. маја 2010. на каналу Фокс.